# Kvanteelektrodynamik
Kvanteelektrodynamik (forkortet QED; fra engelsk: quantum electrodynamics) er den kvantemekaniske teori for elektromagnetiske interaktioner mellem elementarpartikler.
Kvanteelektrodynamikken er et eksempel på en kvantefeltteori og beskriver hvordan ladede partikler interagerer med det kvantiserede elektromagnetisk felt, der beskrives som en samling af fotoner. 
Historisk set var QED den første kvantefeltteori og har været brugt som udgangspunkt i formuleringen af andre teorier som f.eks. kvantekromodynamik. Teorien blev udviklet i slutningen af 40'erne og starten af 50'erne af blandt andre Feynman, Schwinger og Tomonaga, der sammen modtog Nobelprisen i fysik i 1965 for dette. 
| Fysik | Spire Denne artikel om fysik er en spire som bør udbygges. Du er velkommen til at hjælpe Wikipedia ved at udvide den. |